# البراء (حبيش)

تعديل مصدري - تعديل

البراء محلة تابعة لقرية الشاحة، التابعة لعزلة الجعافرة بمديرية حبيش إحدى مديريات محافظة إب في الجمهورية اليمنية، بلغ تعداد سكانها 38 حسب تعداد اليمن لعام 2004.